# フレンズ・オン・アイス
フレンズ・オン・アイス（Friends on Ice）は、荒川静香が中心となり企画プロデュースしているアイスショーで、2006年から新横浜スケートセンターで開催されている。「未来を担う子どもたちに夢と希望を与えたい」という荒川の考えのもと、子どもスケーターのコーナーが毎年ある。出演者には、荒川と同門である等、接点のあるスケーターが多い。2009年から自己推薦枠として出演を希望する若手のスケーターを公募している。また、2009年より日テレプラスで放映されている。

## 概要

### 荒川静香フレンズ・オン・アイス
1年目は、2006年5月8日にチャリティーショーとして行われた。現役選手の恩田美栄、髙橋大輔、中野友加里をはじめ、プリンスアイスワールドでも活躍する本田武史、田村岳斗、アレクサンドル・アブト、エレーナ・レオノワ&アンドレイ・コワルコ組、企画に賛同した有川梨絵&宮本賢二組が参加した。また、荒川静香の恩師である長久保裕コーチの元で練習を続けている本郷理華、中村愛音が未来を担う子供たち代表として参加。
主なプログラムは、荒川の「トゥーランドット」、田村岳斗「座頭市」、本田武史「レイエンダ」、髙橋大輔「シークレット・ガーデン」、恩田美栄「ハートバーン」。
前日7日に競技から引退した荒川にとって、プロスケーターとしての初めての仕事となった。当日の会場ではチャリティー募金を募っており、ショーの最後に収益金の一部とファンからのチャリティー募金を日本スケート連盟関係者に贈呈した。

### フレンズ・オン・アイス2007
2007年8月18日、19日に開催。荒川静香、恩田美栄、中野友加里、田村岳斗、本田武史、髙橋大輔、鈴木明子、井上怜奈&ジョン・ボルドウィン組、エヴァン・ライサチェク、佐藤有香、宮本賢二、龐清&佟健組が参加し、未来を担う子供たち代表として男女各4名も参加。
主なプログラムは、ライサチェクの「カルメン」、子供達とスケーターのコラボレーション「ユー・レイズ・ミー・アップ」、本田と宮本の競演「ゴッドファーザー」、荒川の「フライ・ミー・トゥ・ザ・ムーン」。

### フレンズ・オン・アイス2008
2008年7月5日、6日に開催。荒川静香、田村岳斗、恩田美栄、本田武史、中野友加里、髙橋大輔、佐藤有香、エヴァン・ライサチェク、井上怜奈&ジョン・ボルドウィン組、龐清&佟健組、シェイリーン・ボーン、中庭健介、タニス・ベルビン&ベンジャミン・アゴスト組、小塚崇彦、宮本賢二が参加し、未来を担う子供たち代表として男女計9名も参加した。
主なプログラムは、荒川、田村、恩田、本田、中野、髙橋、宮本と子供1名で演出したグループナンバー「オペラ座の怪人」。荒川が演出したメドレー「フライ・ミー・トゥ・ザ・ムーン」「メモリー」「キャンディ・マン」、ボーンも加わっての「イッツ・ア・ビューティフル・デイ」。

### フレンズ・オン・アイス2009
2009年8月22日、23日に開催。荒川静香、田村岳斗、本田武史、髙橋大輔、佐藤有香、エヴァン・ライサチェク、龐清&佟健組、シェイリーン・ボーン、タニス・ベルビン&ベンジャミン・アゴスト組、鈴木明子、小塚崇彦、カート・ブラウニング、村元小月（自己推薦枠）、子どもスケーターが参加。
主なプログラムは、荒川、佐藤、ライサチェック、龐&佟組、ボーン、ブラウニングで出演したチャンピオンズ・コラボレーション（出演者全員が世界選手権優勝者）、来たるバンクーバーオリンピックを盛り上げようとするフィナーレ。
前年10月に右足膝を怪我した髙橋にとっての復帰の舞台ともなった。

### フレンズ・オン・アイス2010
2010年8月27日、28日、29日に開催。荒川静香、田村岳斗、本田武史、髙橋大輔、佐藤有香、エヴァン・ライサチェク、龐清&佟健組、シェイリーン・ボーン、タニス・ベルビン&ベンジャミン・アゴスト組、鈴木明子、小塚崇彦、安藤美姫、イリヤ・クーリック、子どもスケーターが参加。
主なプログラムは、円筒形の大きなスクリーンにバンクーバーオリンピックのメダリストの影が映るオープニング「太陽の国」、髙橋の振り付けによる髙橋、小塚、本田、田村、クーリック、ライサチェクの男性スケーターのメドレーナンバー「Bring En Out」「All Night Long」「Pop」、田村の女装プログラム「Big,Blonde and Beautiful」

### フレンズ・オン・アイス2011
2011年8月26日、27日、28日に開催。荒川静香、宮本賢二、田村岳斗、本田武史、髙橋大輔、佐藤有香、エヴァン・ライサチェク、龐清&佟健組、シェイリーン・ボーン、ケイトリン・ウィーバー&アンドリュー・ポジェ組、イリーナ・スルツカヤ、鈴木明子、安藤美姫、小塚崇彦、羽生結弦、石川翔子（自己推薦枠）、子どもスケーターが参加。
主なプログラムは、東北地方太平洋沖地震（東日本大震災）で被災したアイスリンク仙台にゆかりのある荒川・田村・本田・鈴木・羽生の演技、そして同リンクで学ぶ子供スケーターたちとのコラボレーション「Hope for Sendai "Smile"」、髙橋の昨シーズンのショートプログラムを髙橋、荒川、小塚、鈴木、ボーンで踊る「Latin Selection」。

### フレンズ・オン・アイス2012
2012年8月24日、25日、26日に開催。荒川静香、田村岳斗、本田武史、髙橋大輔、佐藤有香、龐清&佟健組、シェイリーン・ボーン、ケイトリン・ウィーバー&アンドリュー・ポジェ組、イリーナ・スルツカヤ、鈴木明子、安藤美姫、小塚崇彦、佐々木彰生（自己推薦枠）、村上大介（自己推薦枠）、イリヤ・クーリック、子どもスケーターが参加。
今回の特徴は、グループナンバー、コラボレーションが（オープニング、フィナーレを除いて）4つあったことである。(1)荒川、佐藤、ボーン、スルツカヤ、クーリック、本田、田村のプロスケーターによるナンバー「Fantasy in D miner K397」、(2)荒川、安藤のナンバー「The Music of the Night」、(3)荒川、髙橋、安藤のナンバー「Swan Lake Medley」、(4)本田、鈴木のナンバー 「Riverdance」。

### フレンズ・オン・アイス2013
2013年8月23日、24日、25日に開催。荒川静香、田村岳斗、本田武史、髙橋大輔、佐藤有香、鈴木明子、安藤美姫、小塚崇彦、八木沼純子、本郷理華、近藤琢也（自己推薦枠）、龐清&佟健組、シェイリーン・ボーン、イリーナ・スルツカヤ、イリヤ・クーリック、タニス・ベルビン＆ベンジャミン・アゴスト組、クリストファー・ベルントソン、子どもスケーターが参加。
今回のテーマはイリュージョンで、オープニングで荒川が透明な箱から登場したり、観客に配られたリストバンド（ザイロバンド）が音楽に合わせて光ったりする演出が行われた。主なプログラムは、日本女性プロスケーター、荒川、佐藤、八木沼のコラボレーション「Both Sides Now」、出演者がオリンピックに出場した時のプログラムをメドレーで滑る「Olympic Medley」。

### フレンズ・オン・アイス2014
2014年8月22日、23日、24日に開催。荒川静香、田村岳斗、本田武史、髙橋大輔、佐藤有香、鈴木明子、安藤美姫、小塚崇彦、上野沙耶（自己推薦枠）、龐清&佟健組、シェイリーン・ボーン、イリーナ・スルツカヤ、エヴァン・ライサチェク、ブライアン・ジュベール、川口悠子＆アレクサンドル・スミルノフ組、子どもスケーターが参加。
オープニングのプロデュースをVOGUE JAPANが手掛け、スケーターがハイファッションブランドを身につけファッションショーのランウェイのように入場する演出が行われた。主なプログラムは同世代の男性スケーター、髙橋、ライサチェク、ジュベールによるコラボレーション「On The Run」、髙橋と鈴木のコラボレーション「リベルタンゴ」。荒川は妊娠中のためプログラムは滑らず、オープニングとフィナーレに参加した。

### フレンズ・オン・アイス2015
2015年8月28日、29日、30日に開催。荒川静香、田村岳斗、本田武史、宮本賢二、佐藤有香、鈴木明子、安藤美姫、小塚崇彦、本郷理華、宮原知子、中野耀司（自己推薦枠）、龐清&佟健組、シェイリーン・ボーン、イリーナ・スルツカヤ、イリヤ・クーリック、ステファン・ランビエール、ジェレミー・アボット、タニス・ベルビン＆ベンジャミン・アゴスト組、メリル・デイヴィス＆チャーリー・ホワイト組、子どもスケーターが参加。
2006年に最初のショーが開催されてから10年目の節目のショーとなった。
今回の特徴は師弟関係にあるスケーターのコラボレーションが3組あったことである。(1)鈴木、本郷による「キダム」、(2)田村、クーリック、宮原による「Bang Bang Bang」、(3)佐藤、アボットによる「Imagine」。また、ベルビン&アゴスト、デイヴィス&ホワイトの2組のアイスダンサーによる「Lay Me Down」、荒川とランビエールによる「Can't Help Falling In Love」のコラボレーションも演じられた。

### フレンズ・オン・アイス2016
2016年8月26、27、28日に開催。荒川静香、本田武史、髙橋大輔、鈴木明子、安藤美姫、本郷理華、佐藤有香、無良崇人、宇野昌磨、宮本賢二、久保涼音（自己推薦枠）、シェイ＝リーン・ボーン、イリーナ・スルツカヤ、イリヤ・クーリック、メリル・ディヴィス＆チャーリー・ホワイト、ジェレミー・アボット、タチアナ・ボロソジャル＆マキシム・トランコフ、子どもスケーターが参加。
鈴木と無良による「O（オー）」、荒川とクーリックによる「SAYURI」、ボーンと髙橋による「マンボ・イタリアーノ＆ファー・ラムール」、第１回目からのメンバー、荒川、宮本、髙橋、本田によるグループナンバー「誓い」が演じられた。

### フレンズ・オン・アイス2017
2017年8月25、26、27日に開催。荒川静香、本田武史、髙橋大輔、鈴木明子、安藤美姫、本郷理華、佐藤有香、宇野昌磨、村上佳菜子、山田耕新（自己推薦枠）、シェイ＝リーン・ボーン、イリーナ・スルツカヤ、イリヤ・クーリック、メリル・ディヴィス＆チャーリー・ホワイト、ジェレミー・アボット、ステファン・ランビエール、龐清&佟健、子どもスケーターが参加。
主なグループナンバーは佐藤、アボット、クーリック、スルツカヤによる「Fix You」、クーリック、荒川、髙橋、鈴木、本田、ランビエール、龐清&佟健による「ロミオとジュリエットメドレー」、宇野、荒川、髙橋、鈴木、ランビエール、村上による「トゥーランドット」、ボーン、安藤、ディヴィス＆ホワイト、村上、本郷による「マイケル・ジャクソンメドレー」。

### フレンズ・オン・アイス2018
2018年8月24、25、26日に開催。荒川静香、村上佳菜子、宇野昌磨、本田武史、鈴木明子、無良崇人、佐藤有香、安藤美姫、田村岳斗、上地悠理花（自己推薦枠）、ジェレミー・アボット、イリーナ・スルツカヤ、メリル・デイヴィス＆チャーリー・ホワイト、龐清&佟健、シェイリーン・ボーン、ステファン・ランビエール、子どもスケーターが参加。
主なグループナンバーは佐藤、デイヴィスによる「Somewhere Over The Rainbow」、荒川、本田、田村による「You'll Be OK」、荒川、本田、安藤、無良、龐清&佟健、ホワイト、ボーン、スルツカヤによる「Viva La Vida」。
髙橋大輔は出演予定であったが怪我のため演技はせず氷上で挨拶を行った。

### フレンズ・オン・アイス2019
2019年8月30、31日、9月1日に開催。荒川静香、髙橋大輔、宇野昌磨、佐藤有香、鈴木明子、本田武史、安藤美姫、坂本花織、吉本玲（自己推薦枠）、イリヤ・クーリック、シェイリーン・ボーン、ジェレミー・アボット、ステファン・ランビエール、タチアナ・ボロソジャル＆マキシム・トランコフ、メリル・デイヴィス＆チャーリー・ホワイト、子どもスケーターが参加。
主なグループナンバーは荒川、安藤による「Lovers」、髙橋、宇野、ホワイトによる「ラプソディ・イン・ブルー」、鈴木、坂本、ボロソジャル、デイヴィスによる「こうもり序曲」、ボーン、クーリック、ランビエール、アボットによる「Weapon Of Choice」、佐藤、本田による「Tenderly」。

### フレンズ・オン・アイス2020
新型コロナウイルス感染症の流行により2020年の公演は中止された。
出演予定であった荒川静香、本田武史、佐藤有香、鈴木明子、安藤美姫、宇野昌磨、宮本賢二、村元哉中＆髙橋大輔、イリーナ・スルツカヤ、シェイリーン・ボーン、イリヤ・クーリック、ジェレミー・アボット、ステファン・ランビエール、龐清&佟健、タチアナ・ボロソジャル＆マキシム・トランコフ、メリル・デイヴィス＆チャーリー・ホワイトによるメッセージ動画と演技動画がYouTubeにアップロードされた。

### フレンズ・オン・アイス2021
2021年8月27、28日、29日に開催。荒川静香、本田武史、鈴木明子、安藤美姫、村上佳菜子、織田信成、無良崇人、本郷理華、宇野昌磨、田中刑事、坂本花織、樋口新葉、宮原知子、小林宏一、中野耀司が参加。
主なグループナンバーは荒川、小林、中野による「Proud Mary」、荒川、織田、本郷、坂本、樋口による「魔法使いの弟子」、小林、中野、安藤による「Slip Stream」、本田、無良、田中による「雨に唄えば」、荒川、坂本、宮原、樋口による「Over The Rainbow」、全員による「Keeping Your Head Up」。

### フレンズ・オン・アイス2022
2022年8月26日、27日、28日に開催。荒川静香、村元哉中&髙橋大輔、宇野昌磨、本田武史、鈴木明子、安藤美姫、宮原知子、佐藤有香、田中刑事、無良崇人、大島光翔（自己推薦枠）、ステファン・ランビエル、ジェレミー・アボット、ジェイソン・ブラウン、シェイリーン・ボーン、ケイトリン・ウィーバー&アンドリュー・ポジェ 、子どもスケーターが参加。
主なグループナンバーは荒川、村元、ブラウン、ウィーバー、ポジェによる「My Favorite Things」、ボーン、ブラウンによる「リバーダンス」、アボット、高橋による「You'll Never Walk Alone」、荒川、佐藤、本田、ランビエール、安藤、鈴木、無良、田中、宮原による「If I Had My Way」、宮原、ランビエール、荒川による「ミス・サイゴン」、全員による「Eiforya」。

### フレンズ・オン・アイス2023
2023年8月25日、26日、27日に開催。荒川静香、高橋大輔、村元哉中、本田武史、鈴木明子、安藤美姫、本郷理華、島田高志郎、三宅星南、三原舞依、三原庸汰（自己推薦枠）、シェイリーン・ボーン、ステファン・ランビエル、ケイトリン・ウィーバー&アンドリュー・ポジェ、ジェイソン・ブラウン、チャ・ジュンファン、ジェレミー・アボット、子どもスケーターが参加。
主なグループナンバーは荒川、鈴木、村元、ブラウン、ウィーバー、チャによる「O（オー）」、高橋、ランビエル、村元、ポジェによる「ポエタ」、荒川、本田、安藤、アボット、ポジェ、三原、島田、三宅による「Cats」、全員による「This Is Me」。

### フレンズ・オン・アイス2024
2024年8月30日、8月31日、9月1日に開催。荒川静香、高橋大輔、宇野昌磨、村元哉中、本田武史、鈴木明子、本郷理華、三浦佳生、浅田真央、シェイリーン・ボーン、ジェレミー・アボット、ステファン・ランビエル、ジェイソン・ブラウン、ケイトリン・ウィーバー&アンドリュー・ポジェ、子どもスケーターが参加。